# 가토 신야
가토 신야(일본어: 加藤 慎也 1980년 9월 19일 ~ )는 일본의 전 축구 선수이다.

## 구단 경력
과거 가시마 앤틀러스, 제프 유나이티드 이치하라, 요코하마 F. 마리노스, 가시와 레이솔, 에히메 FC, 방포레 고후, AC 나가노 파르세이루에서 활동하였다.